# طارق أوليدة
طارق أوليدة (بالهولندية: Tarik Oulida) (مواليد 19 فبراير 1974)، هو لاعب كرة قدم مغربي سابق، لعب كلاعب وسط وبدأ مسيرته الاحترافية في نادى اياكس امستردام.

## الإنجازات

### النادي
أياكس أمستردام
- دوري أبطال أوروبا (1) : 1995
- كأس هولندا (1) : 1993
- الدوري الهولندي (2) : 1994، 1995
- كأس السوبر الهولندي (2) : 1993، 1994

 ناغويا غرامبوس
- كأس اليابان (1) : 1999
- كأس السوبر الياباني (1) : 1999

### فردية
- جائزة أفضل لاعب شاب في هولندا (1): 1993–94[5]

## وصلات خارجية
- طارق أوليدة على موقع رابطة كرة القدم اليابانية للمحترفين (اليابانية)
- طارق أوليدة على موقع قاعدة بيانات كرة القدم.إي يو (الإنجليزية)
- طارق أوليدة على موقع عالم كرة القدم.نت (الإنجليزية)